# Eszék-Baranya megye
Eszék-Baranya megye (horvátul Osječko-baranjska županija) Kelet-Horvátország egyik megyéje. Földrajzilag Szlavónia régió északkeleti részét és a Drávaközt foglalja magában. Két nagy folyó folyik keresztül rajta, a Dráva és a Duna. A megyeszékhely Eszék.
A Kopácsi-rét (Kopački Rit) nemzeti park egy része a megyéhez tartozik.

## Közigazgatás

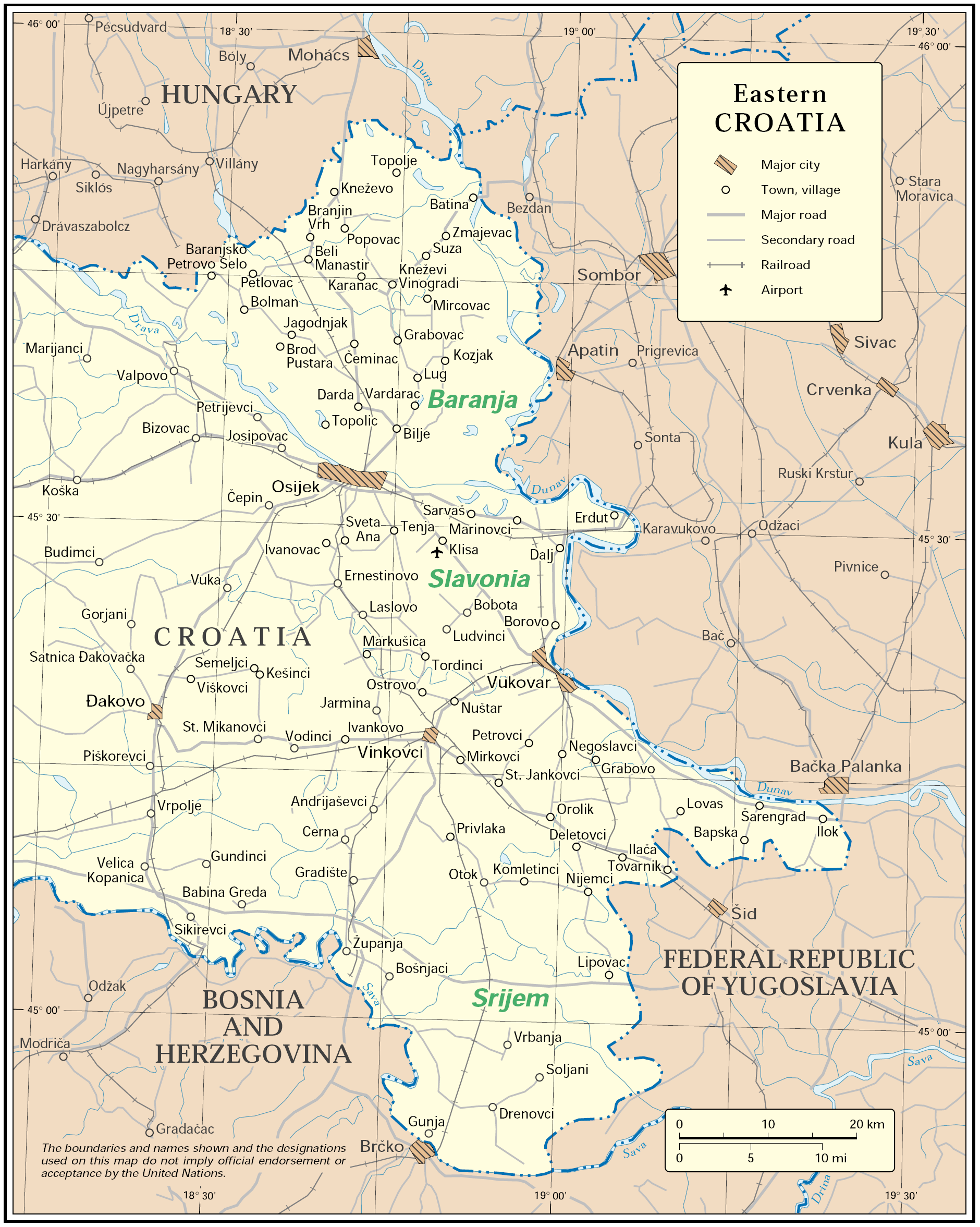
Kelet-Horvátország térképe

7 város és 35 község alkotja a megyét. Ezek a következők:
(Zárójelben a horvát név szerepel.)
Városok:
- Alsómiholjác (Donji Miholjac)
- Belistye (Belišće)
- Diakovár (Đakovo)
- Eszék (Osijek)
- Nekcse (Našice)
- Pélmonostor (Beli Manastir)
- Valpó (Valpovo)

Községek:
- Alsómatucsina (Donja Motičina)
- Antalfalu (Antunovac)
- Baranyabán (Popovac)
- Baranyaszentistván (Petlovac)
- Bellye (Bilje)
- Bizovac (Bizovac)
- Csepin (Čepin)
- Darázs (Draž)
- Dárda (Darda)
- Drávamonoszló (Podravska Moslavina)
- Drenye (Drenje)
- Gyurgyenovác (Đurđenovac)
- Erdőd (Erdut)
- Ernőháza (Ernestinovo)
- Ferencfalva (Feričanci)
- Gara (Gorjani)
- Hercegszöllős (Kneževi Vinogradi)
- Kácsfalu (Jagodnjak)
- Kisújlak (Vuka)
- Koska (Koška)
- Lacháza (Vladislavci)
- Laskafalu (Čeminac)
- Magadenovac (Magadenovac)
- Mariánc (Marijanci)
- Névna (Levanjska Varoš)
- Petróc (Petrijevci)
- Pogorács (Podgorač)
- Panyit (Punitovci)
- Szatnica (Satnica Đakovačka)
- Szemelce (Semeljci)
- Strizivojna
- Sodolovce (Šodolovci)
- Trnava
- Villyó (Viljevo)
- Viskolc (Viškovci)